# А зори здесь тихие...
«А зори здесь тихие…» — российская военная драма режиссёра Рената Давлетьярова, экранизация одноимённой повести Бориса Васильева. Фильм имеет сходство с одноимённой двухсерийной советской кинолентой 1972 года, но не является её ремейком. Основная часть съёмок фильма проходила в Карелии летом и осенью 2014 года.
В России в широкий прокат фильм вышел 30 апреля 2015 года. Существует четырёхсерийная версия фильма. Телепремьера на «Первом канале» состоялась 9 мая 2016 года.

## Синопсис
Старшина Федот Васков и пять молодых зенитчиц Ленинградского фронта в ходе битвы за Ленинград весной 1942 года противостоят отряду из 16 опытных диверсантов, которых нацисты забрасывают в удалённый от фронта разъезд, который имеет стратегически важное значение. На кону стоят Беломорско-Балтийский канал и Кировская железная дорога — две транспортные артерии, без которых Ленинград бы потерпел поражение. Васкову и девушкам предстоит предотвратить диверсию, но заплатить за это высшую цену.

## В ролях
| Актёр                   | Роль                                                 |
| ----------------------- | ---------------------------------------------------- |
| Пётр Фёдоров            | комендант разъезда, старшина Федот Евграфович Васков |
| Анастасия Микульчина    | командир отделения, младший сержант Рита Осянина     |
| Евгения Малахова        | Женя Комелькова                                      |
| Софья Лебедева          | Лиза Бричкина                                        |
| Кристина Асмус          | Галя Четвертак                                       |
| Агния Кузнецова         | Соня Гурвич                                          |
| Екатерина Вилкова       | помкомвзвода, старший сержант Кирьянова              |
| Анатолий Белый          | «Третий» (майор Чернов)                              |
| Дарья Мороз             | квартирная хозяйка старшины Мария                    |
| Виктор Проскурин        | почтальон Макарыч                                    |
| Максим Дрозд            | полковник Алексей Лужин возлюбленный Комельковой     |
| Алексей Барабаш         | гость Бричкиных                                      |
| Ольга Ломоносова        | мать Гали Четвертак                                  |
| Илья Алексеев           | лейтенант-пограничник Осянин муж Риты                |
| Наталья Батрак          | мать Осяниной                                        |
| Валерий Гришко          | Иван Петрович отец Бричкиной                         |
| Евгения Ульянова        | мать Бричкиной                                       |
| Сергей Видинеев         | отец Комельковой                                     |
| Юлия Силаева            | мать Комельковой                                     |
| Алина Бабак             | Надя младшая сестра Комельковой                      |
| Елена Медведева         | Вера Иосифовна мать Сони Гурвич                      |
| Илья Ермолов            | возлюбленный Сони Гурвич                             |
| Василиса Кучеренко      | Галя Четвертак в детстве                             |
| Алеся Гузько            | десятилетняя Лиза Бричкина                           |
| Юлия Полынская          | женщина с бельём                                     |
| Надежда Азоркина        | Полина Егоровна Егорова                              |
| Максим Дромашко         | лейтенант НКВД                                       |
| Евгений Костин          | зенитчик                                             |
| Юлия Куйкка             | зенитчица                                            |
| Арчибальд Арчибальдович | немецкий диверсант                                   |
| Нина Крачковская        | эпизод                                               |
| Сергей Гармаш           | закадровый голос                                     |

## Саундтрек
Для саундтрека к фильму группа «Любэ» и офицеры группы «Альфа» записали одноимённую песню «А зори здесь тихие».

## Награды
- 2015 — главный приз в конкурсе «International Gold Panda Awards for TV Drama» за лучшую режиссёрскую работу на международном фестивале «Sichuan TV Festival» (Китай, Сычуань)[5]
- 2015 — приз PLATINUM REMI в номинации лучший телефильм (Feature Made for Television/Cable) на фестивале WorldFest Houston Film Festival[6]
- 2015 — приз лучшему режиссёру на фестивале «Созвездие» (Орёл)[7] (Ренат Давлетьяров)
- 2016 — приз Best Feature Film на кинофестивале Moondance International Film Festival (США, Boulder, Колорадо)[8]
- 2017 — финалист конкурса «ТЭФИ — Бессмертный полк» (2017) в номинации «Лучший художественный фильм/сериал».